# IEC 60034
IEC 60034とは、IECが策定した回転電気機械に関する規格である。

## 概要
モータに関する、日本産業規格は、IEC 60034を基に作成されている。

## ＩＥコード
IEC 60034-30で、単一速度三相かご形誘導電動機の効率クラス（ＩＥコード）が定義されている。

2015年4月、トップランナー方式により、産業用モータメーカは、IE3以上の効率を満足するモータの販売が義務付けられた。